# 40 (фильм, 2007)
«40» или «Со́рок» — российский детективный художественный фильм режиссёра Александра Галибина, снятый в 2007 году по повести Рамиза Фаталиева «Павелецкий вокзал».

## Сюжет
Капитана одной из российских спецслужб Стычкина несправедливо обвиняют в провале ответственной операции. После этого офицер, вынужденный уйти в отставку, остаётся без работы, а потом и без невесты.
Однако как только возникает угроза теракта, бывшее начальство тут же вспоминает об опальном герое, лучшем специалисте в своей области. Конечно, в такой ситуации Стычкин, зарабатывающий частным извозом, отодвигает ущемлённую гордость на второй план и спешит на помощь командованию. Перед ним ставят задачу — за один час найти «шахидку», которая в электричке везёт взрывное устройство с Павелецкого вокзала в аэропорт «Домодедово».

## В ролях
| Актёр               | Роль                                                      |
| ------------------- | --------------------------------------------------------- |
| Дмитрий Марьянов    | капитан Александр Анатольевич Стычкин                     |
| Екатерина Федулова  | Настя                                                     |
| Юрий Беляев         | генерал Юрий Александрович Кузнецов, начальник управления |
| Игорь Верник        | тележурналист Игорь                                       |
| Александр Галибин   | Михаил                                                    |
| Варвара Шулятьева   | проводница Юля                                            |
| Борис Миронов       | майор Анатолий Шешеня                                     |
| Екатерина Лапина    | старший лейтенант Дарья Сомова                            |
| Анатолий Дзиваев    | бомж «Гудрон»                                             |
| Юлия Сулес          | пассажирка в машине                                       |
| Александр Кавалеров | полковник ФСБ                                             |
| Леонид Торкиани     | телеоператор Вадим                                        |
| Юлиан Макаров       | телережиссёр                                              |
| Юрий Григорьев      | Сергей Сергеевич                                          |

## Съёмочная группа
- Сценарист: Рамиз Фаталиев
- Режиссёр: Александр Галибин
- Оператор: Ростислав Пирумов

## Технические данные
- Цветной, звуковой
- Премьера в кино: 5 июля 2007 года, на телевидении — 13 октября 2007 года («Россия»)

## Факты
- Фильм снимали в электропоезде серии ЭМ2. Но, как видно, в некоторых местах номер электропоезда меняется с ЭМ2-031 на ЭМ2И-001
- Во время съёмок фильма электропоезд двигался по испытательному кольцу в Щербинке (в некоторых эпизодах в окнах электропоезда видны здания испытательного комплекса).
- Некоторые эпизоды снимались близ села Рахманово Пушкинского района Московской области.